# Roger Wicker
Roger Frederick Wicker (Pontotoc, 5 luglio 1951) è un politico, militare e avvocato statunitense, senatore per lo stato del Mississippi dal 2007 e in precedenza membro della Camera dei Rappresentanti per lo stesso stato dal 1995 al 2007. Membro del Partito Repubblicano, Wicker ha servito anche come senatore statale dal 1988 al 1995.

## Biografia
Nato a Pontotoc, Wicker studiò legge e successivamente si arruolò nell'Air Force, dove prestò servizio per quattro anni. Dopo questo periodo passò nelle riserve e vi rimase per ventitré anni, operando come JAG. Wicker si congedò dalle riserve nel 2003, con il grado di tenente colonnello.
Nel frattempo Wicker aveva intrapreso una carriera politica con il Partito Repubblicano. Dopo aver lavorato come consulente di Trent Lott, era stato eletto nella legislatura statale del Mississippi e nel 1994 aveva vinto un seggio alla Camera dei Rappresentanti.
Wicker venne rieletto deputato sei volte e nel 2007 il governatore del Mississippi lo nominò senatore come rimpiazzo temporaneo del dimissionario Trent Lott. L'anno seguente Wicker prese parte all'elezione speciale che avrebbe determinato il nuovo senatore effettivo e riuscì a vincere.